# Gothia Kompetens
Gothia Kompetens erbjuder kompetensutveckling inom områdena förskola, skola, vård och omsorg. Detta sker i form av böcker, tidningar, kurser, konferenser och utbildningar.
Inom verksamheten ryms två tidningar: Förskoletidningen och Grundskoletidningen.
De största återkommande konferenserna är Äldreomsorgsdagarna, Förskoledagarna och Lärkraft. Företaget står också bakom böckerna Vänta barn och Leva med barn som först gavs ut i början av 1980-talet.
Gothia Kompetens ingår i koncernen Berling media.
Företaget bildades 1 januari 2013 genom en sammanslagning av Gothia Förlag och Fortbildning AB och tog då namnet Gothia Fortbildning.
1 januari 2021 bytte Gothia Fortbildning namn till Gothia Kompetens.
I augusti 2023 förvärvade Gothia Kompetens de två företagen Wacano AB och Komlitt AB.

## Verkställande direktörer
- 2015–nu Bo Westerdal